# Галфпорт (Флорида)
Галфпорт (енгл. Gulfport) град је у америчкој савезној држави Флорида. По попису становништва из 2010. у њему је живело 12.029 становника.

## Демографија
Према попису становништва из 2010. у граду је живело 12.029 становника, што је 498 (4,0%) становника мање него 2000. године.
| Група             | 2000.          | 2010.         |
| Белци             | 10.917 (87,1%) | 9.929 (82,5%) |
| Афроамериканци    | 884 (7,1%)     | 1.106 (9,2%)  |
| Азијати           | 67 (0,5%)      | 148 (1,2%)    |
| Хиспаноамериканци | 435 (3,5%)     | 593 (4,9%)    |
| Укупно            | 12.527         | 12.029        |